# الغواصة الألمانية يو-122 (1939)
غواصة يو-122  غواصة يو بوت ألمانية من الفئة التاسعة بي بنيت ل سلاح بحرية ألمانيا النازية كريغسمارينه، في أحواض بناء السفن والآلات الألمانية وإيه جي فيزر في بريمن خلال الحرب العالمية الثانية.